# 젠드 테크놀로지스
젠드 테크놀로지스(Zend Technologies)는 미국 캘리포니아주 쿠퍼티노에 본사를 둔 월드 와이드 웹 인프라스트럭처 소프트웨어 기업이다. 기술 센터는 이스라엘 텔아비브 구 라마트간에, 사무소는 프랑스, 이탈리아, 독일에 위치해 있다. 이 기업의 운영은 현재 젠드 스튜디오를 포함하여 PHP 기반 웹 애플리케이션의 개발, 배치, 관리에 관한 제품 개발에 중점을 두고 있다.

## 역사
젠드 테크놀로지스는 테크니온의 이스라엘 동문들과 함께 앤디 구트만스와 지프 수라스키가 설립하였으며, 뒤에 라스무스 러도프의 초기 발명 이후 PHP를 개발하였다. 젠드(Zend)라는 이름은 수라스키와 구트만스의 이름 지프(Zeev)와 앤디(Andi)를 따서 합친 것이다.
1997년 구트만스와 수라스키는 본래 러도프가 작성한 PHP-FI의 파서를 다시 작성하여 PHP3를 만들었다. 1998년 이 파서를 완전히 다시 설계하여 젠드 엔진으로 이름을 붙였다. PHP 4는 젠드 엔진의 최초판을 기반으로 한다.

## 제품
- 젠드 서버
- 젠드 서버 커뮤니티 에디션
- 젠드 플랫폼
- 젠드 스튜디오
- 젠드 가드
- 젠드 인증 테스트

## 후원을 받는 프로젝트
- 젠드 엔진
- 젠드 프레임워크
- 심플 클라우드 API
- 애피길리티(Apigility)